# Hermann Eichhorst

Hermann Eichhorst, um 1914

Hermann Ludwig Eichhorst (* 3. März 1849 in Königsberg i. Pr.; † 26. Juli 1921 in Zürich) war ein deutscher Internist.

## Leben
Der Sohn des Kanzleidirektors Johann Friedrich Wilhelm Eichhorst (1814–1873) studierte an der Albertus-Universität Königsberg bei Ernst von Leyden und Bernhard Naunyn und wurde Assistent von Friedrich Theodor von Frerichs in Berlin, wo er 1873 seinen Doktortitel erwarb.
1876 wurde er als a.o. Professor für Haut- und Kinderkrankheiten an die Universität Jena berufen und im folgenden Jahr an die Medizinische Poliklinik der Georg-August-Universität Göttingen.
Ab 1884 war er o. Professor für Innere Medizin und Direktor an der Medizinischen Klinik in Zürich.
1890 wurde er in die Deutsche Akademie der Naturforscher Leopoldina aufgenommen.

## Werke
- Handbuch der speziellen Pathologie und Therapie; 1883
- Lehrbuch der praktischen Medizin innerer Krankheiten; 1899
- Beiträge zu Albert Eulenburgs Real-Encyclopädie der gesammten Heilkunde. Erste Auflage.
  - Band 1 (1880) (Digitalisat), S. 541–550 Ascites
  - Band 2 (1880) (Digitalisat), S. 23–37: Bauchfell, Krankheiten des Bauchfells; S. 39–50: Bauchspeicheldrüse
  - Band 3 (1880) (Digitalisat), S. 220–232: Chlorosis; S. 237–258: Cholera; S. 353–359: Colik; S. 642–648: Darmblutung; S. 648–663: Darmcatarrh; S. 663–664: Darmentzündung, Enteritis; S. 671–683: Darmgeschwür; S. 688–701: Darmstenose
  - Band 5 (1881) (Digitalisat), S. 639–651: Gelbes Fieber
  - Band 6 (1881) (Digitalisat), S. 211–219: Hämophilie, Bluterkrankheit; S. 229–239: Hämorrhoiden
  - Band 7 (1881) (Digitalisat), S. 208–215: Invagination
  - Band 8 (1881) (Digitalisat), S. 527–551: Malariakrankheiten; S. 657–661: Melaena
  - Band 9 (1881) (Digitalisat), S. 490–507: Nerven-Degeneration und –Regeneration
  - Band 11 (1882) (Digitalisat), S. 585–596: Ruhr
  - Band 14 (1883) (Digitalisat), S. 147–154: Typhlitis